# Roccantica
Roccantica – miejscowość i gmina we Włoszech, w regionie Lacjum, w prowincji Rieti.
Według danych na rok 2004 gminę zamieszkiwało 631 osób, 39,4 os./km².